# Mustapha Cheloufi
Mustapha Cheloufi, né le 1er mai 1930, est un militaire et homme politique algérien. Il est commandant de la gendarmerie nationale algérienne de 1977 à 1985, puis secrétaire général du ministère de la Défense nationale. Enfin, il est sénateur de 2004 jusqu'à sa mort en mai 2016.

## Biographie
Mustapha Cheloufi, fils de bachagha, est né le 1er mai 1930 à La Calle. Il intègre les forces armées françaises en 1949 et passe deux ans en Indochine. Il est promu sous-lieutenant en 1957, il déserte en mai 1958 pour rejoindre la lutte du peuple algérien pour son indépendance. Il est alors membre du ministère de l'Armement et des Liaisons générales, sous les ordres de Mahmoud Chérif, au sein de l'armée de libération nationale,. 
À l’indépendance en 1962, il s'engage dans la gendarmerie nationale algérienne où, après plusieurs postes, il succède en 1977 à Ahmed Bencherif comme commandant, il quitte ce poste en 1985. 
En 1985, Mustapha Cheloufi devient Secrétaire général du ministère de la Défense nationale. À ce titre, il reçoit en 1986, une délégation du Pentagone, l'achat de matériel militaire américain ayant du être traité selon le média Le Monde. À partir des années 2000, il est conseiller du président de la République pour les affaires de défense,.
Il est nommé membre du Conseil de la nation (Sénat) en 2004, il y préside la commission de défense.
Le général Mustapha Cheloufi meurt le 16 mai 2016 à l’hôpital militaire de Aïn Naâdja d'Alger à l’âge de 86 ans. Amar Ghoul lui succède, en tant que sénateur. Il est inhummé dans le cimetière de Bouchaoui en présence notamment d'Abdelkader Bensalah, de membres du gouvernement et de l'armée nationale populaire,.